# Světce (Tachov)
Světce – północno-zachodnia, położona wśród lasów, część czeskiego miasta Tachov (kraj pilzneński).

## Historia
Osada leśna została założona nad potokiem, w miejscu pogańskiego kultu. Według legendy w starożytności stał w miejscu obecnego klasztoru głaz z zagłębieniami w kształcie misy, miejsce rytuałów pogańskich, na którym pojawiło się 14 małych światełek. Jednak najstarsza zachowana wzmianka o tym miejscu pojawia się w drugiej połowie XIV wieku. W 1496 ufundowano tu kościół Czternastu Świętych Pomocników w Potrzebie pod patronatem Zakonu Krzyżowców z Czerwoną Gwiazdą. Według jednej z legend niegodziwy rycerz śmiał się z tajemniczych świateł i uderzał mieczem między nimi. Upadł wtedy na miejscu, pozostawiając jedynie hełm, który w XVIII wieku umieszczono w małej skrzyni na ołtarzu. W otoczonej lasami świątyni, być może pielgrzymi i kupcy czerpali duchową siłę przed wejściem do głębokich i ponurych wówczas lasów granicznych (Czeski Las).
Jeden z właścicieli majątku, Jan Filip Husmann z Namedy, sprowadził do Tachova paulinów. W 1639 kościół przekazał im świątynię Czternastu Świętych Pomocników, jak również fundusze na założenie nowego klasztoru. Od 1784 osada należała do rodu Windischgrätzów. Jeden z nich, Alfred I Windischgrätz, zamierzał przebudować zrujnowany już za jego czasów klasztor na romantyczną ruinę, których to prac nie doprowadził do końca przed swoją śmiercią. Klasztor nadal pozostaje w ruinie.

## Zabytki
Do najważniejszych zabytków osady należą:
- ruiny klasztoru Světce,
- neogotycka ujeżdżalnia Světce (dzieło życia Alfreda I Windischgrätza) z lat 1858-1859, jedna z największych w Europie Środkowej,
- zabudowania gospodarcze (XIX wiek),
- ruiny kaplicy Świętego Krzyża z kryptą do której w 1782 przeniesiono trumny Jana Filipa Husmanna i jego pierwszej żony (na wzgórzu nad klasztorem),
- rzeźba św. Jana Nepomucena przy moście (1786),
- kamienny słup przy drodze do Tachova (1588)[1].

## Galeria

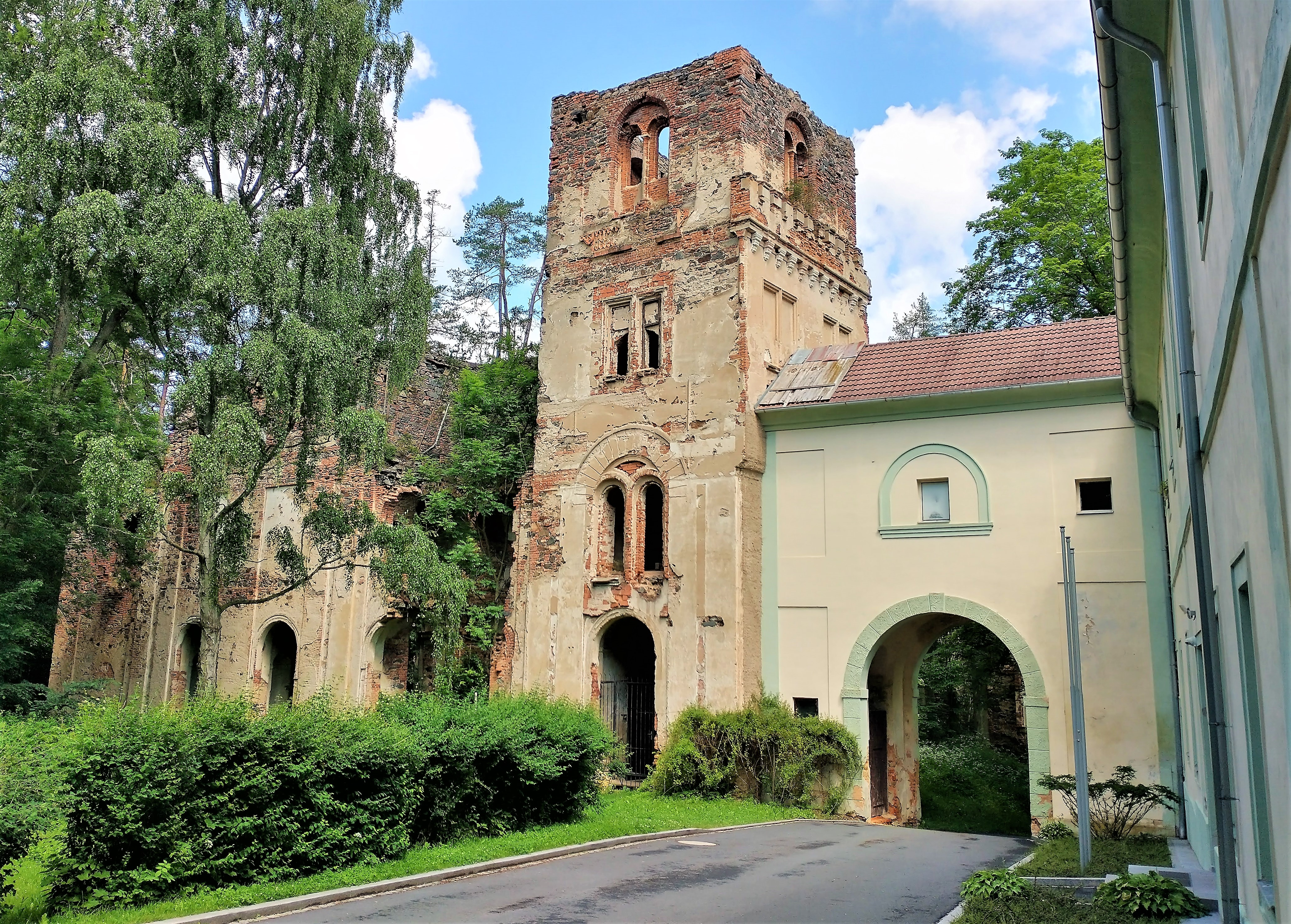
Fragment ruin klasztoru
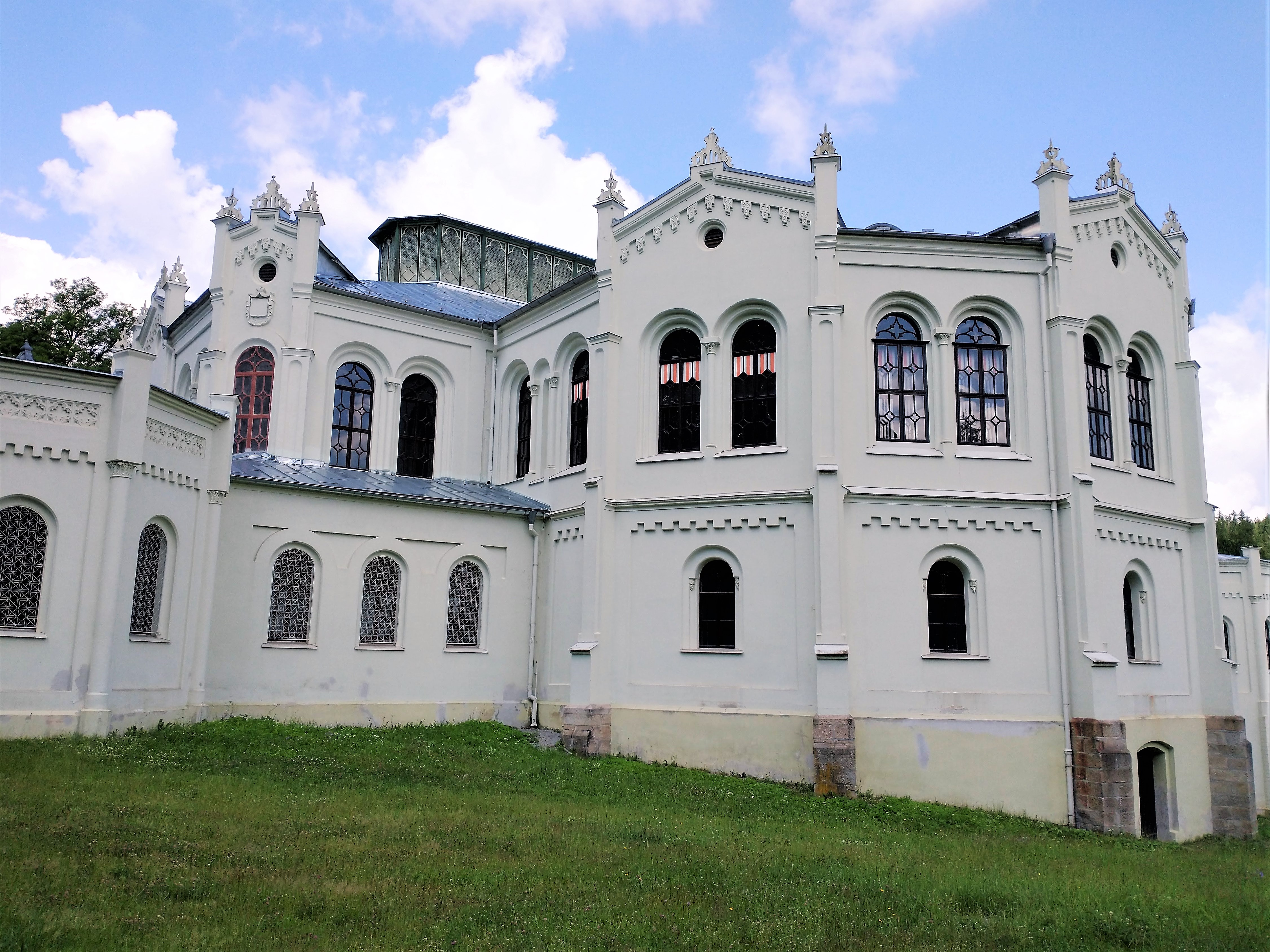
Neogotycka ujeżdżalnia
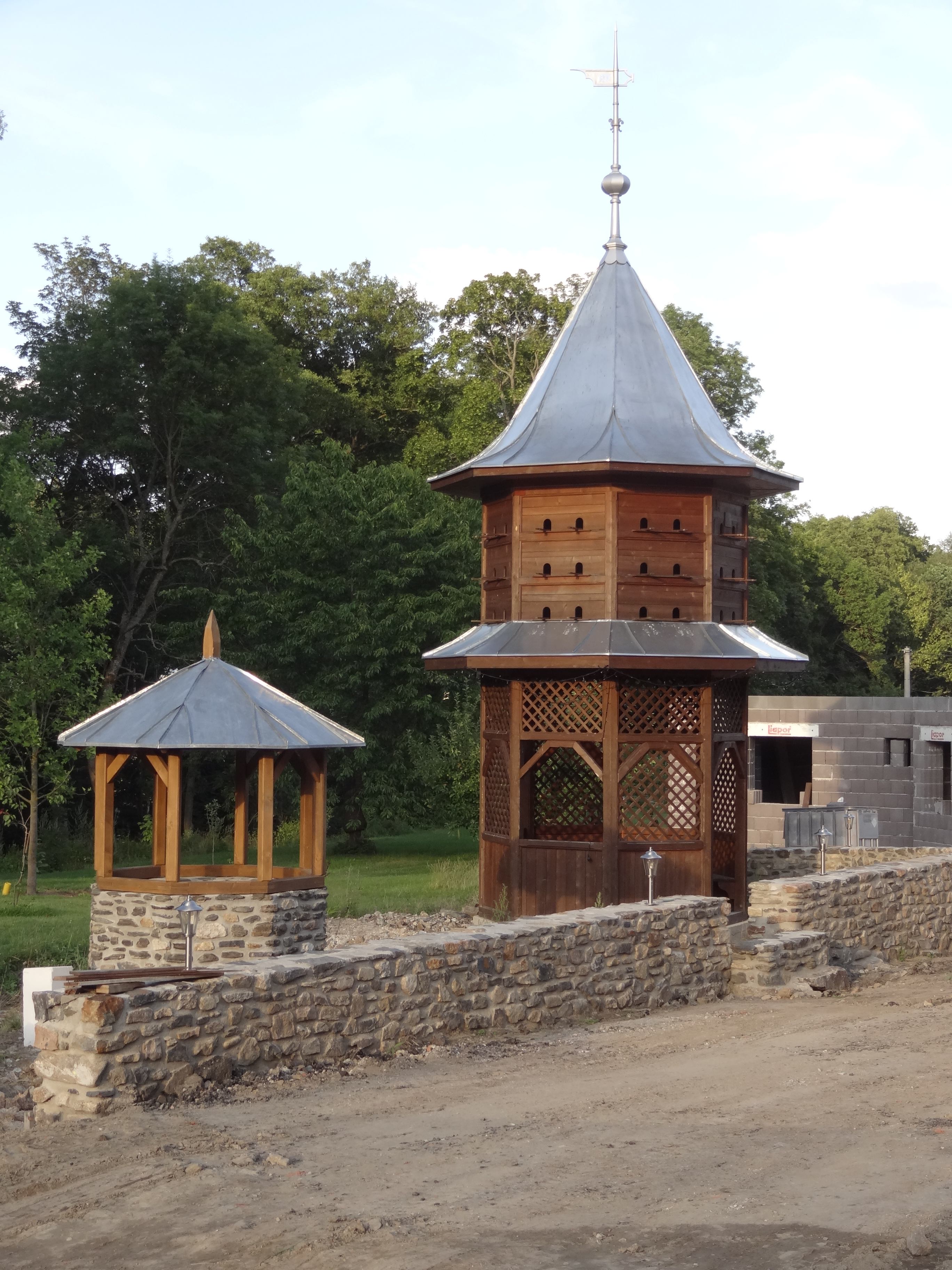
Gołębnik
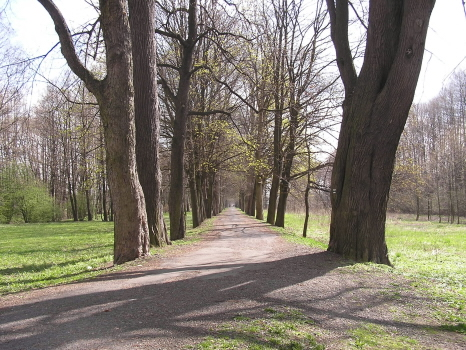
Aleja książęca do Tachova